# Губка Боб Квадратні Штани (сезон 8)
Восьмий сезон показувався в США з 26 березня 2011 по 6 грудня 2012. Всього у восьмому сезоні 26 серій і позначка досягла 178 серій в цілому. В Україні 8 сезон був дубльований і показаний каналом QTV всі 26 серій. Також цей сезон дублювала "Студія 1+1" всі 26 серій.

## Серії
| Номер | Переклад від QTV                     | Переклад від студії «1+1»               | Автор(и) сценарію                                                          | Дата виходу в ефір | Дата показу на ТЕТ |
| --- | ------------------------------------ | --------------------------------------- | -------------------------------------------------------------------------- | ------------------ | ------------------ |
| 153 | "Нещасний Випадок"                   | «Травма на роботі»                      | Люк Брукшир, Нейт Кеш, Дені Міхаеллі                                       | 18 липня 2011      | 24 липня 2018      |
| Сквідвард ламає своє щупальце і Крабс, щоб уникнути штрафу, доглядає за ним, поки Губка Боб і Патрік проводять розслідування.                                                                                   |                                      |                                         |                                                                            |                    |                    |
| 153 | "Інший Крабсбургер"                  | «Інша Петті»                            | Люк Брукшир, Нейт Кеш, Дуг Лоуренс                                         | 25 червня 2011     | 24 липня 2018      |
| У Планктона та Пана Крабса з'являється новий конкурент - ресторан з дрябл-бургерами. Вони об'єднуються і намагаються вкрасти рецепт разом.                                                                      |                                      |                                         |                                                                            |                    |                    |
| 154 | "Красті драйв"                       | «Красті драйв»                          | Аарон Спрінгер, Дені Міхаеллі                                              | 19 липня 2011      | 25 липня 2018      |
| У стіні «Красті Краба» утворюється дірка, і містер Крабс робить з неї вікно для прийому замовлень. |                                      |                                         |                                                                            |                    |                    |
| 154 | "Швидка їзда"                        | «Зухвалий водій»                        | Аарон Спрінгер, Дерек Іверсон                                              | 18 червня 2011     | 25 липня 2018      |
| Губка Боб навчається водінню у сина легендарного гонщика Тоні Фаста, новенького в школі управління катерами. |                                      |                                         |                                                                            |                    |                    |
| 155 | "Товариська гра"                     | «Дружня гра»                            | Кейсі Александр, Зеус Сервас, Стівен Бенкс                                 | 26 березня 2011    | 26 липня 2018      |
| Губка Боб і Патрік зібралися грати в гольф, проте через дощ друзі влаштовують гольф-поле прямо біля будинку Губки Боба, що в черговий раз дратує Сквидварда.                                                    |                                      |                                         |                                                                            |                    |                    |
| 155 | "Сентиментальний Боб"                | «Сентиментальна Губка»                  | Люк Брукшир, Нейт Кеш, Дуг Лоуренс                                         | 2 квітня 2011      | 26 липня 2018      |
| Патрік радить Губці Бобу зберігати сміття, і тепер не тільки його будинок повний непотрібного мотлоху, але і весь двір, що не подобається Сквідвард.                                                            |                                      |                                         |                                                                            |                    |                    |
| 156 | "Відморожені обличчя"                | «Відморожені обличчя»                   | Кейсі Александр, Зеус Сервас, Дерек Іверсен, Дені Міхаеллі, Річард Пурсель | 15 червня 2011     | 27 липня 2018      |
| Невідомий мільярдер влаштовує крижані гонки на виживання. Поки весь Бікіні Боттом бореться за головний приз, Планктон намагається здійснити свій підступний план.                                               |                                      |                                         |                                                                            |                    |                    |
| 157 | "Школа Сквідварда для дорослих"      | «Сквідвардова школа для дорослих»       | Аарон Спрінгер, Шон Шарматс, Річард Пурсель                                | 4 червня 2011      | 28 липня 2018      |
| У Патріка несподівано виростає справжня «доросла» борода, і він вирішує, що прийшов час почати вести себе по-дорослому. Він знаходить спільні інтереси зі Сквідвардом, але Губці Бобу це може не сподобатися.   |                                      |                                         |                                                                            |                    |                    |
| 157 | "Доповідь"                           | «Доповідь»                              | Кейсі Александр, Зеус Сервас, Дени Міхаеллі                                | 25 березня 2011    | 28 липня 2018      |
| Губка Боб написав усний твір, заданий в школі водіння, але боїться виступати перед класом і просить допомоги у друзів.                                                                                          |                                      |                                         |                                                                            |                    |                    |
| 158 | "Солодкий і гіркий Сквід"            | «Солодко-кислий Сквід»                  | Аарон Спрінгер, Дуг Лоуренс                                                | 20 липня 2011      | 29 липня 2018      |
| Планктон намагається потоваришувати зі Сквідвардом, щоб дізнатися секретний рецепт крабсбургеров. |                                      |                                         |                                                                            |                    |                    |
| 158 | "Штучний художник"                   | «Лупатий митець»                        | Люк Брукшир, Нейт Кеш, Дерек Іверсен                                       | 21 липня 2011      | 29 липня 2018      |
| Художній критик оцінює камінь Патріка з очима, і той стає відомим художником. |                                      |                                         |                                                                            |                    |                    |
| 159 | "Відпустка родини Квадратні Штани"   | «Сімейна відпустка Квадратних Штанів»   | Аарон Спрінгер, Шон Шарматс, Дерек Іверсен                                 | 11 жовтня 2011     | 30 липня 2018      |
| Губка Боб, його батьки і Патрік, відправляються у відпустку на Великий Бар'єрний Риф , але по дорозі у них ламається машина.                                                                                    |                                      |                                         |                                                                            |                    |                    |
| 160 | "Домашні канікули Патріка"           | «Домашня відпустка Патріка»             | Люк Брукшир, Нейт Кэш, Шон Шарматс, Дені Міхаеллі                          | 8 листопада 2011   | 31 липня 2018      |
| Губка Боб пропонує відправитися Патріку у відпустку, однак йому це не по кишені, і Губка Боб влаштовує йому відпочинок прямо у нього вдома.                                                                     |                                      |                                         |                                                                            |                    |                    |
| 160 | "Відпустка з Планктоном"             | «Відпустка з Планктоном»                | Кейсі Александр, Зеус Сервас, Дуг Лоуренс                                  | 7 листопада 2011   | 31 липня 2018      |
| Пан Крабс і Губка Боб несподівано виграють квиток на безкоштовний круїз, а Планктон їде з ними, щоб спробувати вкрасти рецепт крабсбургеров. Щоб з ним поїхала Карен, він каже, що в них другий медовий місяць. |                                      |                                         |                                                                            |                    |                    |
| 161 | "Канікули на Місяці"                 | «Канікули на Місяці»                    | Шон Шарматс, Вінсент Уоллер, Стівен Бенкс                                  | 10 листопада 2011  | 1 серпня 2018      |
| Сенді відправляється на Місяць, але в космічний політ втручається Губка Боб. |                                      |                                         |                                                                            |                    |                    |
| 161 | "Пан Крабс їде у відпустку"          | «Містер Крабс іде у відпустку»          | Люк Брукшир, Марк Чечареллі, Шон Шарматс, Стівен Бенкс                     | 9 листопада 2011   | 1 серпня 2018      |
| Містер Крабс з донькою Перл їдуть відпочивати. Вони беруть з собою Губку Боба. |                                      |                                         |                                                                            |                    |                    |
| 162 | "Дурні Привиди"                      | «Корабель Привидів»                     | Люк Брукшир, Марк Чечареллі, Дерек Іверсен                                 | 21 жовтня 2011     | 2 серпня 2018      |
| Побачивши великий літаючий корабель, Губка Боб і Патрік вирішують подивитися, що там, і з'ясовують, що на кораблі мешкають примари.                                                                             |                                      |                                         |                                                                            |                    |                    |
| 163 | "Морський Супермен: Початок"         | «Морський Супермен: Початок»            | Кейсі Александр, Зеус Сервас, Шон Шарматс, Річард Пурсель                  | 23 вересня 2011    | 3 серпня 2018      |
| Губка Боб і Патрік дізнаються таємниці Морського Супермена і Сліпарика від самих героїв. |                                      |                                         |                                                                            |                    |                    |
| 163 | "Добре око Планктона"                | «Добре око Планктона»                   | Люк Брукшир, Марк Чечареллі, Дерек Іверсен                                 | 23 вересня 2011    | 3 серпня 2018      |
| Планктон - володар лише одного ока. Він краде ДНК у Губки Боба і у нього раптом виростає новий, друге око, доброта якого почала брати гору над злиою натурою Планктона.                                         |                                      |                                         |                                                                            |                    |                    |
| 164 | "Обличчя в молюсках"                 | «Причепи на обличчі»                    | Аарон Спрінгер, Ендрю Гудман, Дени Міхаеллі                                | 16 вересня 2011    | 4 серпня 2018      |
| Напередодні шкільного балу у Перл на обличчі з'явилася огидна прилипала. Пан Крабс не хоче платити за лікування і доручає Губці Бобу вилікувати свою дочку і поквапитися, адже до шкільного балу мало часу ...  |                                      |                                         |                                                                            |                    |                    |
| 164 | "Равлик і Патрік"                    | «Нянька-Пат»                            | Кейсі Александр, Зеус Сервас, Річард Пурсель                               | 16 вересня 2011    | 4 серпня 2018      |
| Бабуся запрошує Губку Боба до себе на день народження, і Губка Боб просить Патрика посидіти з Гері, щоб того не було самотньо.                                                                                  |                                      |                                         |                                                                            |                    |                    |
| 165 | "Доглядач будинку Сенді"             | «Наглядач за домом Сенді»               | Аарон Спрінгер, Шон Шарматс, Дерек Іверсен                                 | 30 вересня 2011    | 5 серпня 2018      |
| Сенді просить Губку Боба доглядати її будинок, поки вона у від'їзді, але пізніше в справу втручається Патрік.                                                                                                   |                                      |                                         |                                                                            |                    |                    |
| 165 | "Джазові генії Бікіні-Боттом"        | «Спокійний джаз у Бікіні-Боттом»        | Кейсі Александр, Зеус Сервас, Річард Пурсель                               | 30 вересня 2011    | 5 серпня 2018      |
| Губка Боб виграє квитки на джазовий концерт і бере з собою Сквидварда, але з вини Патрика бонус до квитків - пропуск за лаштунки пропадають і їм потрібно знайти спосіб потрапити за лаштунки.                  |                                      |                                         |                                                                            |                    |                    |
| 166 | "Мильні клопоти"                     | «Гострі бульбашки»                      | Люк Брукшир, Марк Чечареллі, Дерек Іверсен                                 | 25 листопада 2011  | 6 серпня 2018      |
| Губка Боб і Патрік руйнують повітряний шолом Сенді, і їм треба термінової знайти кисень, поки Сенді не загинула.                                                                                                |                                      |                                         |                                                                            |                    |                    |
| 166 | "Шлях Губки"                         | «Шлях Губки»                            | Кейсі Александр, Зеус Сервас, Дерек Іверсен, Ендрю Гудман                  | 25 листопада 2011  | 6 серпня 2018      |
| Губка Боб і Сенді борються з хом'яком - майстром карате, щоб отримати чорний пояс. |                                      |                                         |                                                                            |                    |                    |
| 167 | "Крабсбургер, що з'їв Бікіні-Боттом" | «Крабова Петті, що з'їла Бікіні Боттом» | Аарон Спрінгер, Дени Міхаеллі                                              | 25 листопада 2011  | 7 серпня 2018      |
| Пан Крабс додає в крабсбургер сироватку зростання Сенді, і він починає виростати до гігантських розмірів. |                                      |                                         |                                                                            |                    |                    |
| 167 | "Повернення друзяки бульбашки"       | «Бульбашко повертається»                | Люк Брукшир, Марк Чечареллі, Дуг Лоуренс                                   | 25 листопада 2011  | 7 серпня 2018      |
| Після стількох років, до Губці Бобу повертається його друг - бульбашка Баббл Бадді.Він просить Губку Боба посидіти з його сином, щоб він не лопнув.                                                             |                                      |                                         |                                                                            |                    |                    |
| 168 | "Заборонний судовий припис"          | «Заборонений припис»                    | Шон Шарматс, Вінсент Уоллер, Пол Тіббіт                                    | 2 квітня 2012      | 8 серпня 2018      |
| Сквідвард вирішує вдатися до допомоги закону, щоб Губка Боб не заважав йому. І тепер той не повинен близько наближатися до Сквідвард, інакше його посадять у в'язницю.                                          |                                      |                                         |                                                                            |                    |                    |
| 168 | "Фіаско!"                            | «Фіаско!»                               | Кейсі Александр, Зеус Сервас, Дуг Лоуренс                                  | 5 квітня 2012      | 8 серпня 2018      |
| Сквидвард знаходить в Красті Краб шедевр Фіаско, і його виставляють на публічний огляд. Плакнтон думає, що це залишки крабсбургера, і намагається його отримати.                                                |                                      |                                         |                                                                            |                    |                    |
| 169 | "Тепер ти задоволений?"              | «Тепер ти щасливий?»                    | Люк Брукшир, Марк Чечарелли, Дені Міхаеллі                                 | 31 березня 2012    | 9 серпня 2018      |
| Сквідвард каже, що у нього немає щасливих спогадів. Губка Боб хоче створити для Сквидварда спогади, але нічого не виходить.                                                                                     |                                      |                                         |                                                                            |                    |                    |
| 169 | "Планета медуз"                      | «Планета медуз»                         | Люк Брукшир, Марк Чечарелли, Дуг Лоуренс                                   | 31 березня 2012    | 9 серпня 2018      |
| Зле чудовисько, що живе на медуз полях, підкорило всіх медуз на поле, і використовує їх, щоб зробити злих клонів жителів Бікіні Ботте. Губка Боб і Сенді борються з ними.                                       |                                      |                                         |                                                                            |                    |                    |
| 170 | "Безкоштовні зразки"                 | «Безшкоштовні зразки»                   | Кейсі Александр, Зеус Сервас, Дені Міхаеллі                                | 6 березня 2012     | 10 серпня 2018     |
| Через Планктона «Красті Краб» втрачає своїх клієнтів. Тепер його працівникам треба повернути відвідувачів за всяку ціну.                                                                                        |                                      |                                         |                                                                            |                    |                    |
| 170 | "Дім милий ананас"                   | «Дім. Рідні руїни»                      | Кейсі Александр, Зеус Сервас, Річард Пурсель                               | 4 березня 2012     | 10 серпня 2018     |
| Будинок Губки Боба в'яне, і його потрібно відремонтувати. Патрік, містер Крабс і Сенді допомагають йому. Сквідвард теж взяв у цьому участь, але проти своєї волі.                                               |                                      |                                         |                                                                            |                    |                    |
| 171 | "Карен 2.0"                          | «Карен 2.0»                             | Кейсі Александр, Зеус Сервас, Річард Пурсель                               | 13 квітня 2012     | 11 серпня 2018     |
| Планктон створює нову модель Карен - «Карен 2», але Карен злиться на чоловіка, і йде. |                                      |                                         |                                                                            |                    |                    |
| 171 | "Безсоння"                           | «Губкове Безсоння»                      | Кейсі Александр, Зеус Сервас, Дуг Лоуренс                                  | 9 квітня 2012      | 11 серпня 2018     |
| Пан Крабс вважає, що Губка Боб не висипається ночами, і відпускає його додому, поки той не виспиться і з новими силами не спаде на роботу, але Губка Боб не може заснути.                                       |                                      |                                         |                                                                            |                    |                    |
| 172 | "Застигла пика"                      | «Застигла гримаса»                      | Кейсі Александр, Зеус Сервас, Дуг Лоуренс                                  | 31 березня 2012    | 12 серпня 2018     |
| Крабс розповідає Губці Бобу і Патріку історію про «застигле обличчя», але ті, які не послухавшись, продовжують корчити свої обличчя, після чого їхні обличчя дійсно застигають.                                 |                                      |                                         |                                                                            |                    |                    |
| 172 | "Кінець Світу Рукавичок"             | «Кінець парку „Рукавичка“»              | Аарон Спрінгер, Дені Міхаеллі                                              | 31 березня 2012    | 12 серпня 2018     |
| Губка Боб і Патрік проводять останній день в парку «Світ Рукавичок», так як його хочуть закрити. |                                      |                                         |                                                                            |                    |                    |
| 173 | "Сквідалія"                          | «Сквідельоз»                            | Аарон Спрінгер, Дерек Іверсен                                              | 11 квітня 2012     | 13 серпня 2018     |
| Щоб піти з роботи, Сквідвард симулює хворобу, і Губка Боб боїться їй захворіти теж. |                                      |                                         |                                                                            |                    |                    |
| 173 | "Перегони на знищення"               | «Гонки на знищення»                     | Люк Брукшир, Марк Чечарелли, Дерек Іверсен                                 | 11 квітня 2012     | 13 серпня 2018     |
| Пані Пафф знову потрапила в аварію через Боба, і це вивело її з себе. Вона записує Губку Боба на гонки на знищення, щоб позбутися від нього.                                                                    |                                      |                                         |                                                                            |                    |                    |
| 174 | "Пластівці"                          | «Смачного!»                             | Аарон Спрінгер, Дені Міхаеллі                                              | 10 квітня 2012     | 14 серпня 2018     |
| Гері прагне насолодитися кормом для равликів, який Губка Боб приніс додому, але незабаром він закінчується. |                                      |                                         |                                                                            |                    |                    |
| 174 | "Тут або з собою"                    | «Тут чи з собою?»                       | Люк Брукшир, Марк Чечареллі, Стівен Бенкс                                  | 12 квітня 2012     | 14 серпня 2018     |
| Пан Крабс влаштовує конкурс, приз якого - безкоштовний крабсбургер. Планктон хоче виграти приз, але містер Крабс змушений щось зробити, щоб цього не сталося.                                                   |                                      |                                         |                                                                            |                    |                    |
| 175 | "Губка Боб святкує Різдво!"          | «Губка Боб святкує Різдво!»             | Люк Брукшир, Марк Чечареллі, Дерек Іверсен, Дуг Лоуренс                    | 6 грудня 2012      | 15 серпня 2018     |
| Планктон додає в різдвяний кекс ідіотіум, через що люди стають грубими і невихованими. Лише Губка Боб може всіх врятувати.                                                                                      |                                      |                                         |                                                                            |                    |                    |
| 176 | "Приборкання Морського супер-злодія" | «Морські Суперзлочинці об'єднуються»    | Аарон Спрінгер, Дені Міхаеллі                                              | 14 жовтня 2012     | 16 серпня 2018     |
| Планктон об'єднується з Морським Лиходієм, і Губка Боб намагається достукатися до Морського Супермена та Сліпарика.                                                                                             |                                      |                                         |                                                                            |                    |                    |
| 176 | "Фрікассе"                           | «Гниле Фрікасе»                         | Кейсі Александр, Зеус Сервас, Річард Пурсель                               | 21 жовтня 2012     | 16 серпня 2018     |
| Сквідвард звільняється і допомагає Планктону створити «Гниле Фрікасе» за секретним рецептом його бабусі. Тут же в «Чам Баккет» з'являються клієнти.                                                             |                                      |                                         |                                                                            |                    |                    |
| 177 | "Реклама для Красті Крабс"           | «Їжте в Красті Крабс»                   | Люк Брукшир, Марк Чечареллі, Дерек Іверсен                                 | 3 вересня 2012     | 17 серпня 2018     |
| Губка Боб і Патрік всіляко рекламують «Красті Краб», так як Крабс дізнався, що не всі жителі міста їли в його ресторані.                                                                                        |                                      |                                         |                                                                            |                    |                    |
| 177 | "Не стій, інакше все втратиш"        | «Переїзджай або зачиняйся»              | Кейсі Александр, Зеус Сервас, Дуг Лоуренс                                  | 21 жовтня 2012     | 17 серпня 2018     |
| Крабс і Планктон дізнаються, що відстань між їх закладами не відповідає параметрам. До одного з ресторанів повинен під'їхати бульдозер.                                                                         |                                      |                                         |                                                                            |                    |                    |
| 178 | "Добридень Бікіні Боттом"            | «Вітаю, Бікіні Боттом!»                 | Аарон Спрінгер, Шон Шарматс, Дені Міхаеллі                                 | 8 жовтня 2012      | 18 серпня 2018     |
| Відомий промоутер, полковник Карпер, запрошує Губку Боба та Сквідварда виступати дуетом в світовому турне. Однак, в справу втручається Крабс, який бажає заробити.                                              |                                      |                                         |                                                                            |                    |                    |

## Короткометражні серії
| Номер | Назва                     | Належить до серії             | Віхід у США        |
| --- | ------------------------- | ----------------------------- | ------------------ |
| 1 | Sandy's Vacation in Ruins | A SquarePants Family Vacation | 12 листопада, 2011 |
| Сенді бере Губку Боба із собою у відпустку на стародавні руїни. Через допитливість Губки Боба, вони знаходять роботів-прибиральників. |                           |                               |                    |